# Nacionalni park Redvud
Nacionalni i državni parkovi Redvud (engl. Redwood National and State Parks RNSP) kompleks sačinjava nekoliko državnih i nacionalnih parkova lociranih u Sjedinjenim Državama, duž obale severne Kalifornije. Sastoje se od Nacionalnog parka Redvud (uspostavljenog 1968) i kalifornijskih parkova Del Norte Koust, Džededaja Smit i Državnih parkova Preri Krik Redvud (koji datiraju iz 1920-ih). RNSP ukupno obuhvata 139.000 acres (560 km2), i odlikuje se starim prašumama umerenog pojasa. Lociran u potpunosti unutar okruga Del Norte i Humboldt, ova četiri parka, zajedno, štite 45% svog preostalog obalskog redvuda (Sequoia sempervirens) prastarih prašuma, ukupne površine od 38.982 acres (157,75 km2). Ovo drveće je najviše i ubraja se u najmasivnije vrste drveta na Zemlji. Osim redvud prašume, parkovi prezerviraju i raznovrsnu drugu floru, faunu, travne prerije, kulturne resurse, delove reka i potoka, i 37 mi (60 km) netaknute obale.
Godine 1850, starorasna redvud prašuma je pokrivala više od 2.000.000 acres (8.100 km2) Kalifornijske obale. Severna porcija te oblasti, originalno naseljena domorodačkim Amerikancima, privukla je mnoge drvoseče i druge koji su prvopitno prispeli u ovu oblast u potrazi za zlatom tokom zlatne groznice. Nakon neuspešnih pokušaja da se obogate nalaženjem zlata, ovi doseljenici su se preorjentisali na seču divovskih stabala za potrebe razvoja rastućeg San Franciska i drugih mesta na Zapadnoj obali. Nakon mnogo dekada neograničene seče celih područja, počeli su ozbiljni napori s ciljem konzervacije. Do 1920-ih zalaganjem Lige očuvanja redvuda, osnovane 1918. godine s ciljem prezervacije preostalih starorasnih redvud prašuma, došlo je do uspostavljanja Preri Krika, Del Norte Kousta, i Državnog parka Džededaja Smit Redvud između ostalih. Nacionalni park Redvud je bio kreiran 1968. godine, u vreme kad je oko 90% originalnih redvud stabla već bilo posečeno. Nacionalni servis za parkove (NPS) i Kalifornijski departman za parkove i rekreaciju (CDPR) administrativno su spojili Nacionalni park Redvud sa tri susedna državna parka 1994. godine radi kooperativne uprave šumom i stabilizacije šume i vododelnica u jednu jedinicu.
Ekosistem RNSP prezervira brojne ugrožene životinjske vrste kao što su Eucyclogobius newberryi, kraljevski losos, severna pegava sova i Štelerov morski lav. Kao izraz prepoznavanje retkog ekosistema i kulturne istorije parkova, Ujedinjene nacije su ih imenovale mestom svetske baštine dana 5. septembra 1980 i proglašeni su delom Kalifornijskog obalskog područja međunarodnog programa Rezervi biosfere dana 30. juna 1983.

## Istorija
Do 1850. godine šume obalske sekvoje su pokrivale više od 8.000 km² kalifornijske obale. Severni deo tog područja izvorno je bio naseljen američkim Indijancima plemena Jurok, Tolova, Karuk, Čilula i Vajot. Generalno, na području parka nalazi se preko 50 arheoloških lokaliteta (starih do 4500 godina), 19 istorijskih lokaliteta i 21 mesto od posebnog značaja za lokalne indijanske zajednice. Bogatstvo područja je privuklo veliki broj tragača za zlatom tokom kalifornijske zatne groznice. Neuspeli tragači bi na kraju postali drvoseče koji su obarali divovsko drveće za rastuće tržište San Franciska i drugih gradova zapadne obale SAD.
Nakon nekoliko decenija nekontrolisane i katastrofalne seče, započelo se sa pokušajima zaštite ovog područja. Liga za zaštitu obalske sekvoje (Save-the-Redwoods League), osnovana 1918. godine, uspela je da do 1920-ih isposluje osnivanje nekoliko državnih parkova: Preri Krik, Del Norte Koust i Džededaja Smit. Oni su ujedinjeni u Nacionalni park Redvud dana 1. januara 1968. godine. Do tada je gotovo 90% obalskih sekvoja već bilo posečeno, te od tada uprava parka pokušava da očuva i stabilizuju populaciju drveća, ali i vodene tokove u parku.

## Odlike
Visina Nacionalnog parka Redvud varira od priobalnog pojasa do planina sa 930 m nadmorske visine, tek nešto severnije od grada San Franciska. Obalski pojas je dug 55 km i odlikuje se strmim stenovitim liticama, uščima potoka i peščanim plažama. Tlo se sastoji od morskog peščenjaka, aleurita i šejla iz razdoblja krede, ali se mogu naći i manje količine magmatskih stena rožnaca, zelenog škriljevca i nekih metamorfnih stena.
Dominantna vegetacija je šuma obalske sekvoje koja pokriva skoro 158 km², dok ostalih 208 km² čini druga vegetacija izrasla na posečenoj šumi sekvoja. Šuma sekvoja je ostatak divovske šume koja je u vreme dinosaurusa dominirala celim svijetom. Danas su ograničene na uska vlažna područja severnoameričke obale. Kako strmina i suvoća ovog područja raste, tako ovu šumu zamenjuje prerijska vegetacija. Obalskim sekvojama treba oko 400 godina da dosegnu zrelost, a neki primerci su stariji od 2000 godina. Njihova debela kora bez smole ih štiti od požara, ali klizišta tla i vetar obaraju starija stabla. Autohtoni indijanski stanovnici su koristli ova oborena stabla za izgradnju kuća, čamaca, i generalno su ih smatrali svetima. Danas ova stabla stoje kao veličanstveni podsetnik na sporu evoluciju prirode.
U šumama sekvoja obitava 75 vrsta sisara, a na vlažnim područjima, jezerima i potocima gnezdi se nekoliko vrsta ptica vodarica, dok se na obalskim stenama gnezde morske ptice.

## Klima
| Klima Nacionalnih i državnih parkova Redvud (Državni park Džededaja Smit Redvud; Okrug Del Norte) | Klima Nacionalnih i državnih parkova Redvud (Državni park Džededaja Smit Redvud; Okrug Del Norte) | Klima Nacionalnih i državnih parkova Redvud (Državni park Džededaja Smit Redvud; Okrug Del Norte) | Klima Nacionalnih i državnih parkova Redvud (Državni park Džededaja Smit Redvud; Okrug Del Norte) | Klima Nacionalnih i državnih parkova Redvud (Državni park Džededaja Smit Redvud; Okrug Del Norte) | Klima Nacionalnih i državnih parkova Redvud (Državni park Džededaja Smit Redvud; Okrug Del Norte) | Klima Nacionalnih i državnih parkova Redvud (Državni park Džededaja Smit Redvud; Okrug Del Norte) | Klima Nacionalnih i državnih parkova Redvud (Državni park Džededaja Smit Redvud; Okrug Del Norte) | Klima Nacionalnih i državnih parkova Redvud (Državni park Džededaja Smit Redvud; Okrug Del Norte) | Klima Nacionalnih i državnih parkova Redvud (Državni park Džededaja Smit Redvud; Okrug Del Norte) | Klima Nacionalnih i državnih parkova Redvud (Državni park Džededaja Smit Redvud; Okrug Del Norte) | Klima Nacionalnih i državnih parkova Redvud (Državni park Džededaja Smit Redvud; Okrug Del Norte) | Klima Nacionalnih i državnih parkova Redvud (Državni park Džededaja Smit Redvud; Okrug Del Norte) | Klima Nacionalnih i državnih parkova Redvud (Državni park Džededaja Smit Redvud; Okrug Del Norte) |
| Pokazatelj \ Mesec                                                                                | .Jan.                                                                                             | .Feb.                                                                                             | .Mar.                                                                                             | .Apr.                                                                                             | .Maj.                                                                                             | .Jun.                                                                                             | .Jul.                                                                                             | .Avg.                                                                                             | .Sep.                                                                                             | .Okt.                                                                                             | .Nov.                                                                                             | .Dec.                                                                                             | .God.                                                                                             |
| ------------------------------------------------------------------------------------------------- | ------------------------------------------------------------------------------------------------- | ------------------------------------------------------------------------------------------------- | ------------------------------------------------------------------------------------------------- | ------------------------------------------------------------------------------------------------- | ------------------------------------------------------------------------------------------------- | ------------------------------------------------------------------------------------------------- | ------------------------------------------------------------------------------------------------- | ------------------------------------------------------------------------------------------------- | ------------------------------------------------------------------------------------------------- | ------------------------------------------------------------------------------------------------- | ------------------------------------------------------------------------------------------------- | ------------------------------------------------------------------------------------------------- | ------------------------------------------------------------------------------------------------- |
| Apsolutni maksimum, °C (°F)                                                                       | 24 (75)                                                                                           | 27 (80)                                                                                           | 27 (81)                                                                                           | 30 (86)                                                                                           | 33 (91)                                                                                           | 37 (98)                                                                                           | 32 (89)                                                                                           | 34 (93)                                                                                           | 35 (95)                                                                                           | 32 (90)                                                                                           | 26 (78)                                                                                           | 22 (72)                                                                                           | 37 (98)                                                                                           |
| Maksimum, °C (°F)                                                                                 | 11,9 (53,4)                                                                                       | 12,8 (55,0)                                                                                       | 13,3 (56,0)                                                                                       | 13,8 (56,9)                                                                                       | 15,9 (60,7)                                                                                       | 17,4 (63,4)                                                                                       | 18,3 (65,0)                                                                                       | 18,4 (65,1)                                                                                       | 18,4 (65,2)                                                                                       | 17 (62,6)                                                                                         | 13,7 (56,6)                                                                                       | 11,5 (52,7)                                                                                       | 15,2 (59,4)                                                                                       |
| Minimum, °C (°F)                                                                                  | 2,1 (35,8)                                                                                        | 2,5 (36,5)                                                                                        | 3,4 (38,1)                                                                                        | 4,4 (39,9)                                                                                        | 6,7 (44,0)                                                                                        | 8,7 (47,6)                                                                                        | 10,2 (50,4)                                                                                       | 10,4 (50,8)                                                                                       | 8,6 (47,4)                                                                                        | 6,1 (42,9)                                                                                        | 3,8 (38,8)                                                                                        | 1,9 (35,5)                                                                                        | 5,7 (42,3)                                                                                        |
| Apsolutni minimum, °C (°F)                                                                        | −8 (18)                                                                                           | −7 (19)                                                                                           | −4 (24)                                                                                           | −3 (27)                                                                                           | −4 (24)                                                                                           | 1 (33)                                                                                            | 1 (34)                                                                                            | 2 (36)                                                                                            | −4 (24)                                                                                           | −2 (28)                                                                                           | −6 (22)                                                                                           | −9 (16)                                                                                           | −9 (16)                                                                                           |
| Količina padavinamm (in)                                                                          | 309,4 (12,18)                                                                                     | 270,5 (10,65)                                                                                     | 261,9 (10,31)                                                                                     | 159,3 (6,27)                                                                                      | 100,1 (3,94)                                                                                      | 50,8 (2,00)                                                                                       | 9,4 (0,37)                                                                                        | 13,5 (0,53)                                                                                       | 30,7 (1,21)                                                                                       | 127 (5,00)                                                                                        | 290,1 (11,42)                                                                                     | 399,3 (15,72)                                                                                     | 2.021,8 (79,6)                                                                                    |
| Količina snega, cm (in)                                                                           | 1 (0,4)                                                                                           | 1 (0,4)                                                                                           | 0,3 (0,1)                                                                                         | 0 (0,0)                                                                                           | 0 (0,0)                                                                                           | 0 (0,0)                                                                                           | 0 (0,0)                                                                                           | 0 (0,0)                                                                                           | 0 (0,0)                                                                                           | 0 (0,0)                                                                                           | 0 (0,0)                                                                                           | 0,3 (0,1)                                                                                         | 2,8 (1,1)                                                                                         |
| Dani sa padavinama (≥ 0.01 in)                                                                    | 17,6                                                                                              | 15,7                                                                                              | 17,1                                                                                              | 14,0                                                                                              | 9,0                                                                                               | 5,3                                                                                               | 1,9                                                                                               | 2,0                                                                                               | 3,8                                                                                               | 7,7                                                                                               | 16,3                                                                                              | 17,4                                                                                              | 127,8                                                                                             |
| Izvor #1: NOAA (normale, 1981–2010)                                                               |                                                                                                   |                                                                                                   |                                                                                                   |                                                                                                   |                                                                                                   |                                                                                                   |                                                                                                   |                                                                                                   |                                                                                                   |                                                                                                   |                                                                                                   |                                                                                                   |                                                                                                   |
| Izvor #2: Zapadni regionalni klimatski centar (zapisi i snežne padavine 1948–2006)                |                                                                                                   |                                                                                                   |                                                                                                   |                                                                                                   |                                                                                                   |                                                                                                   |                                                                                                   |                                                                                                   |                                                                                                   |                                                                                                   |                                                                                                   |                                                                                                   |                                                                                                   |

Nacionalni i državni parkovi Redvud imaju okeansku klimu prašuma umerenog područja, sa karakteristikama tople letnje Mediteranske klime. Na vremenske prilike u RNSP u znatnoj meri utiče Pacifički okean. Obalske temperature su generalno u opsegu od 4 do 15 °C tokom cele godine, dok su dalje od obale leta toplija i suvlja, a zime hladnije. Redvud uglavno raste milju ili dve (1.5–3 km) od obale, i nikad na većoj udaljenosti od 50 mi (80 km) od nje. U ovoj umerenoj ali vlažnoj obalskoj zoni, drveće prima vlagu od teških zimskih kiša i postojane letnje magle. Prisustvo i konzistentnost letnje magle je zapravo važnija za sveukupno zdravlje drveća od teške precipitacije. Ova činjenica proizilazi iz ukupne godišnje precipitacije, koja je u opsegu između 25 and 122 in (64 and 310 cm) godišnje, sa zdravim šumama širom područja sa manje padavina, jer su velike potrebe za vodom umanjene sveprisutnom letnjom maglom i hladnijim temperaturama koje osigurava. Sneg se retko javlja čak i na vrhovima iznad 1.500 ft (460 m), što je dodatna ilustracija blage, umerene prirode ove severne latitude; mada je lagan sneg pomešan sa kišom čest tokom zimskih meseci.

## Galerija slika
- Obala Nacionalnog parka Redvud
- Ušće reke Klamat
- Obalske sekvoje u parku Redvud
- Vapiti u parku
- Rekonstrucija indijanske Jurok kuće od dasaka sekvoje

## Literatura
- National Park Service. „Redwood National and State Parks”. Retrieved in 2006.
- Redwood National and State Parks. „Visitor Guide” (PDF). Retrieved in 2006.
- Redwood: A Guide to Redwood National and State Parks, California. Interior Dept., National Park Service, Division of Publications. 1997. ISBN 978-0-912627-61-8.

## Spoljašnje veze
- Zvanični veb-sajt  of the National Park Service